# بافته‌موها
بافته‌موها (انگلیسی: Plectocomia) یک سرده از گیاهان گلدار در خانواده نخلیان است که بومی چین، هیمالیا و جنوب شرق آسیا است. گیاهان این سرده دوپایه هستند، به این معنی که گل‌های نر و ماده در افراد جداگانه تولید می‌شوند.

## نام
نام Plectocomia از دو واژهٔ یونانی گرفته شده است:
- Plectos: به معنای «بافته شده» یا «به هم پیچیده».
- Kome: به معنای «مو».

بنابراین، Plectocomia به معنای «موهای بافته شده» است که به گل‌آذین این گیاه اشاره دارد که ظاهری شبیه به موهای بافته شده دارد.